# With Teeth
| 전문가 평가          | 전문가 평가 |
| 총 점수              | 총 점수     |
| 출처                 | 점수        |
| -------------------- | ----------- |
| 메타크리틱           | 71/100      |
| 평가 점수            |             |
| 출처                 | 점수        |
| AllMusic             | [ 3 ]       |
| Blender              | [ 4 ]       |
| Entertainment Weekly | B+          |
| The Independent      | [ 6 ]       |
| NME                  | 7/10        |
| Pitchfork            | 6.5/10      |
| Q                    | [ 9 ]       |
| Rolling Stone        | [ 10 ]      |
| Uncut                | [ 11 ]      |
| USA Today            | [ 12 ]      |

《With Teeth》는 미국의 인더스트리얼 록 밴드 나인 인치 네일스의 네 번째 스튜디오 음반으로, 2005년 5월 3일, 낫씽 레코드와 인터스코프 레코드에서 발매되었다. 이 음반은 나인 인치 네일스의 프론트맨 트렌트 레즈너와 오랜 협력자 앨런 몰더가 프로듀싱했다. 또한 음악가 데이브 그롤과 미래의 밴드 멤버 애티커스 로스의 기여를 특징으로 한다.
밴드의 이전 소재에 맞춰, 이 음반은 레즈너의 알코올과 마약 중독과 그에 따른 음주에 영향을 받은 내성적인 작곡을 특징으로 한다. 이 음반은 세 개의 싱글 〈The Hand That Feeds〉, 〈Only〉, 〈Every Day Is Exactly the Same〉을 만들었고, 후자는 리믹스 EP로 발매되었다. 이 음반은 Live: With Teeth 투어의 지원을 받았다.
《With Teeth》는 비록 밴드의 이전 작품보다 약간 적었지만 비평가들로부터 좋은 평가를 받았다. 어떤 이들은 공격적인 구성을 칭찬했고, 다른 이들은 음반이 싱겁다고 말하며 레즈너의 독창성 부족을 비판했다. 이 음반은 이 밴드가 미국에서 1위에 오른 두 번째 음반이 되었고 미국 음반 산업 협회에 의해 골드 인증을 받았다.

## 배경
나인 인치 네일스는 영향력 있는 두 번째 음반 《The Downward Spiral》과 우드스톡 94에서 널리 방송된 라이브 공연으로 주류의 관심을 끌었고, 1990년대의 가장 인기 있는 음악 공연 중 하나가 되었다. 레즈너는 1997년 《타임》이 선정한 올해의 가장 영향력 있는 인물 목록에 올랐으며, 《스핀》은 그를 "음악계에서 가장 중요한 아티스트"라고 묘사했다. 그러나 1989년부터 2005년까지 3장의 정규 음반을 발매했고, 각 발매 사이에 대략 5년 정도의 기간을 두고두고 그의 음악적 성과는 드물었다. 이 시기 동안 레즈너는 알코올과 마약에 점점 더 중독되어 우울증과 작가의 폐색을 초래했다.
1999년에 발매된 나인 인치 네일스의 더블 음반 《The Fragile》은 음악 평론가들로부터 전반적으로 긍정적인 평가를 받았고 결국 898,000장이 팔렸다. 하지만 전작의 성공을 거두지 못하고 불과 일주일 만에 《빌보드》 차트 정상에서 떨어졌다. 그 후 2005년까지 발매된 나인 인치 네일스의 오리지널 소재는 2000년 리믹스 음반 《Things Falling Apart》와 2001년 리믹스 음반 《Still》, 2001년 《툼 레이더》 사운드트랙의 싱글 〈Deep〉뿐이었다. 레즈너는 2005년 《스핀》 잡지에 "저는 그냥 술을 마시거나 약을 복용해서 빼려고 했습니다. 저는 《The Fragile》 투어 후에 뉴올리언스로 돌아왔고, 거의 영혼을 잃었습니다."

## 상업적 성과
《With Teeth》는 미국 빌보드 200에서 첫 주에 272,000장이 팔리며 1위로 데뷔했다. 이 음반은 미국과 영국에서 골드, 캐나다에서 플래티넘 인증을 받았다.

## 곡 목록
모든 곡들은 트렌트 레즈너에 의해 작사/작곡하였다.
| #   | 제목                              | 재생 시간 |
| --- | --------------------------------- | --------- |
| 1.  | 〈All the Love in the World〉     | 5:15      |
| 2.  | 〈You Know What You Are?〉        | 3:42      |
| 3.  | 〈The Collector〉                 | 3:08      |
| 4.  | 〈The Hand That Feeds〉           | 3:32      |
| 5.  | 〈Love Is Not Enough〉            | 3:41      |
| 6.  | 〈Every Day Is Exactly the Same〉 | 4:55      |
| 7.  | 〈With Teeth〉                    | 5:38      |
| 8.  | 〈Only〉                          | 4:23      |
| 9.  | 〈Getting Smaller〉               | 3:35      |
| 10. | 〈Sunspots〉                      | 4:03      |
| 11. | 〈The Line Begins to Blur〉       | 3:44      |
| 12. | 〈Beside You in Time〉            | 5:25      |
| 13. | 〈Right Where It Belongs〉        | 5:04      |

## 인증
| 국가                                                  | 인증     | 판매량/출하량 |
| ----------------------------------------------------- | -------- | ------------- |
| 캐나다 (뮤직 캐나다)                                  | 플래티넘 | 100,000^      |
| 영국 (BPI)                                            | 골드     | 100,000*      |
| 미국 (RIAA)                                           | 골드     | 1,100,000     |
| *판매량을 기반으로 한 인증 ^출하량을 기반으로 한 인증 |          |               |